# Huisgenoot
Huisgenoot is een Afrikaanstalig gezinstijdschrift, dat wekelijks in Zuid-Afrika en Namibië wordt uitgegeven. Huisgenoot heeft de hoogste oplage van alle gedrukte Zuid-Afrikaanse media en heeft wekelijks een geschat lezersbereik van meer dan 2 miljoen lezers.
Huisgenoot heeft ook twee dochterbladen: Huisgenoot-Pols en Huisgenoot-Tempo. Huisgenoot-Pols richt zich op gezondheidszaken en Huisgenoot-Tempo op Afrikaanstalige muziek. Huisgenoot-Tempo organiseert elk jaar ook drie populaire festivals, Skouspel, Skouspel Plus in Sun City en Hart van Windhoek in Windhoek. Vele en gewilde Afrikaanstalige artiesten spelen op deze festivals en aan de beste en populairste artiesten van dat jaar wordt de zogenoemde Tempo-toekenning
uitgereikt.
Het blad wordt uitgegeven door Media24, een dochtermaatschappij van Naspers. De inhoud bestaat uit een mengsel van levensecht drama, glamoer, mode en overige zaken zoals recepten, kruiswoordpuzzels, auto- en motornieuws en sport. Ook bevat het blad enkele pagina's voor kinderen en is er elke week een kort verhaal beschikbaar.

## Geschiedenis

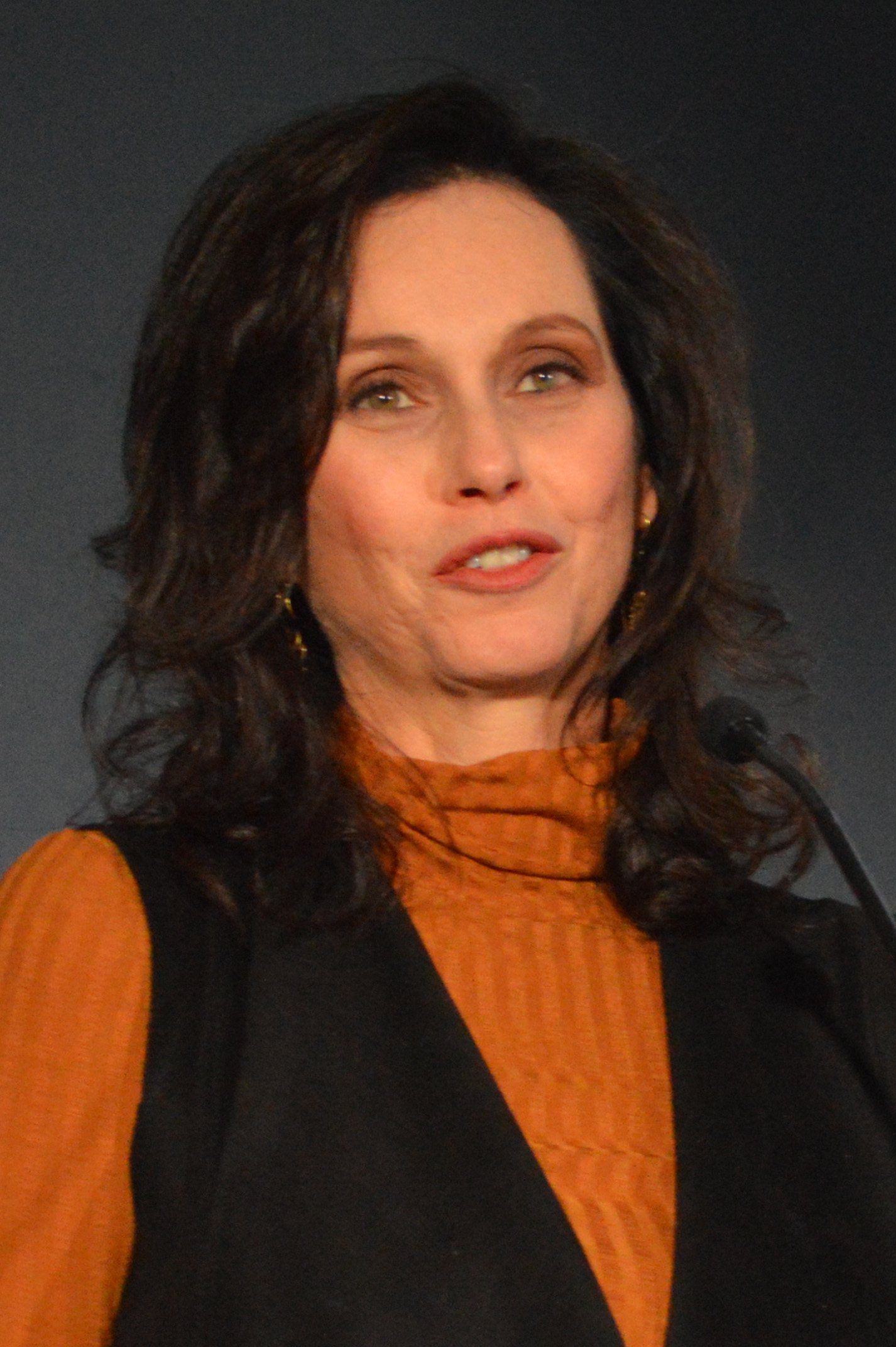
Henriëtte Loubser, redacteur van Huisgenoot

Het tijdschrift is in 1916 begonnen als het maandelijks uitgegeven De Huisgenoot. De eerste uitgave kostte vijf cent en bevatte 26 pagina's. Staatspresident Paul Kruger van het oude Transvaal stond op de omslag van deze eerste uitgave en het hoofdartikel ging over het leven van de Staatspresident, die in 1904 overleden was.
Er waren indertijd twee hoofdredenen voor het beginnen van De Huisgenoot:
- Het Nederlandstalige dagblad De Burger diende financieel ondersteund te worden, omdat dit de spreekbuis was van de Kaapse Nationale Partij en
- De Afrikaner-bevolking diende voorzien te worden van inspiratie, informatie en amusement in het Nederlands (later in het Afrikaans).

Hoewel het Afrikaner-nationalisme de stroming van het tijdschrift tientallen jaren lang domineerde, moesten de schrijvers en redacteuren steeds meer populaire thema's toelaten. Omslagen met Afrikaner helden en politici werden omgeruild voor omslagen met vrouwelijke filmsterren uit de jaren '50 en '60. De Nederlandstalige titel De Huisgenoot werd in deze tijd veranderd in het Afrikaanse Die Huisgenoot en in 1977 werd de titel verkort tot Huisgenoot.
Tijdens de late jaren zeventig veranderden de waarden en normen van de Afrikaner-bevolking zodanig dat tot een enorme daling in het aantal lezers leidde. Hierdoor kwam het tijdschrift in financiële problemen. In 1978 werd het tijdschrift bijna opgeheven, maar eerst werd er een nieuwe hoofdredacteur, Neil Hammann, aangesteld. Hij veranderde de koers van het tijdschrift in een meer populistische en commerciële, waardoor de populariteit en verkoop van Huisgenoot weer groeiden: van 140.000 tot 500.000 verkochte bladen per week.
De populariteit van Huisgenoot bleef sindsdien vrijwel op hetzelfde (hoge) niveau, waardoor Huisgenoot zich heden ten dage het best verkopende tijdschrift van Zuid-Afrika mag noemen. Huisgenoots Engelstalige zusteruitgave YOU volgt.

## Trivia
- Huisgenoot heeft nog twee (anderstalige) zusterbladen. De Engelstalige bladen YOU en DRUM worden ook uitgegeven door Media24.